# Asking Alexandria
Asking Alexandria — британская рок-группа, начавшая свою карьеру в 2008 году в городе Йорк, Великобритания. С момента начала сотрудничества с лейблом Sumerian Records в 2009 году переехала в США, выпустила 8 студийных альбомов, последний из которых увидел свет 25 августа 2023 года.
На раннем этапе творчества, наряду с Attack Attack!, была популяризатором жанра электроникор, породив целую волну групп-последователей. Однако, начиная с альбома From Death To Destiny, полностью отказалась от подобного звучания и имиджа, сделав шаг в сторону современного металкора и альтернативного рока с некоторой долей влияния хард-рока и хэви-метала.

## История

### Первый состав группы и The Irony of your Perfection (2006—2008)
В 2006 году гитарист Бен Брюс, живший на тот момент в Дубае, создаёт группу End of Reason, которая в том же году записывает свой дебютный EP «Tomorrow.Hope.Goodbye», после релиза которого группа меняет название с End Of Reason на Asking Alexandria, так как по словам Бена, было слишком много групп с похожим названием. Летом группа подписывает контракт с лейблом Sonic Wave International и в январе отправляется в Ноттингем для записи дебютного альбома, где там же подписывают контракт с ещё одним лейблом Hangman’s Joke Recordings.
Релиз дебютного альбома «The Irony of your Perfection» состоялся 25 июня 2007 года, после чего группа стала активно давать живые концерты, одними из них были фестивали «Rockers», «Barfly», «Dubai Desert Rock» и другие.
В марте 2008 года группа распадается. По словам Бена Брюса, причиной стало то, что группа перестала что-либо делать. После того, как группа распалась, Бен Брюс принимает решение уехать обратно в Великобританию.

### Stand Up and Scream(2008—2009)
По приезде он сразу же начал поиск музыкантов для нового коллектива при помощи интернета. Познакомившись с гитаристом Дэнни Уорснопом, он переехал к нему в Йорк. Вскоре был сформирован первоначальный состав, состоящий из Дэнни Уорснопа (вокал), Бена Брюса (соло-гитара), Кэмерона Лидделла (ритм-гитара), Джо Ланкастера (бас-гитара), Джеймса Касселса (ударные) и Райана Биннса (клавишные). Не желая заморачиваться по поводу названия для новой группы, Брюс использовал название дубайской Asking Alexandria.
Тем не менее, до начала студийной работы над записью дебютного альбома в группе произошли некоторые изменения. Так, в 2008 году группу покинул клавишник Райан Биннс, а в 2009 году басист Джо Ланкастер был заменён на Сэма Бэттли. Ланкастер позже присоединился к металкор-группе With One Last Breath. Дэнни Уорсноп и Бен Брюс, помимо своих основных обязанностей, также стали отвечать за написание элементов электронной музыки, используемой группой в песнях.
Дебютный альбом Stand Up and Scream был записан в течение весны 2009 года и спродюсирован Джои Стёрджисом. Альбом выходит в сентябре через лейбл Sumerian Records, с которым группа заключила контракт вскоре после окончания студийной работы. В США альбом достиг 4 места в чарте Top Heatseekers, 24 места в Top Hard Rock Albums и 29 места в Top Independent Albums. Группа отправляется в тур по США, выступая на разогреве Alesana и Evergreen Terrace вместе с From First to Last, Memphis May Fire, The Word Alive и другими менее известными коллективами.
В декабре того же года был выпущен дебютный клип группы на песню «The Final Episode (Let’s Change the Channel)».

### Reckless & Relentless(2010—2012)
С июня по сентябрь 2010 года группа вела студийную работу, записывая песни для второго альбома. Первым выпущенным треком стал кавер на песню Эйкона «Right Now (Na Na Na)», записанный специально для сборника «Punk Goes Pop 3». 21 декабря 2010 года состоялся релиз «Life Gone Wild EP», содержащего каверы песен «Youth Gone Wild» и «18 And Life» группы Skid Row, два ремикса, одно демо и новую песню «Breathless». 5 апреля 2011 года состоялся релиз второго альбома, названного Reckless & Relentless. На песни «Closure», «To The Stage» и «Breathless» были сняты видеоклипы. 15 мая 2012 года вышел короткометражный художественный фильм «Through Sin + Self-Destruction», повествующий о «тёмной» стороне гастрольной жизни группы, в частности проблемах с алкоголем, наркотиками и их негативном влиянии как на качество живых выступлений, так и на жизни самих участников.

### From Death To Destinyи уход Дэнни Уорснопа (2013—2015)
Третий студийный альбом From Death To Destiny был записан группой преимущественно в гастрольное время на множестве разных студий и вышел 6 августа 2013 года. К релизу были подготовлены сюжетные клипы на песни «The Death Of Me» и «Killing You». В августе 2014 года вышел клип на песню «Moving On», содержащий закулисные съемки группы во время её участия в передвижном фестивале «Mayhem Festival 2014» в качестве одного из четырёх хэдлайнеров (наряду с Avenged Sevenfold, Korn и Trivium). Что касается музыкальной составляющей альбома, то элементы классического хард-рока и хэви-метала полностью вытеснили танцевальные электронные вставки. Из-за сильной зависимости от алкоголя, наркотиков и курения голос Уорснопа стал более грубым. Также, Уорсноп, стремительно терявший интерес к тяжёлой музыке, на концертах предпочитал спеть в тех моментах, где на записи был использован «экстрим-вокал», в особенности это касалось раннего материала.
Ближе к концу 2014 года в социальных сетях стали появляться слухи о том, что Дэнни Уорсноп может покинуть группу, ради своей второй группы We Are Harlot. 23 января 2015 года Дэнни Уорсноп опубликовал официальное заявление, в котором объявил об уходе из Asking Alexandria. Гитарист Бен Брюс заявил, что группа продолжит существование с новым вокалистом, имя которого держалось в тайне на протяжении нескольких месяцев. Так же существует другая версия ухода Уорснопа - алкогольная зависимость.

### The Black(2015—2016)
В мае 2015 года группа выпустила сингл «I Won’t Give In» и объявила о том, что место вокалиста занял украинский музыкант Денис Шафоростов, известный по работе с группами Make Me Famous и Down & Dirty, а также множеством вокальных и гитарных каверов, размещённых на своем YouTube-канале above92, которые собрали множество положительных отзывов как от слушателей, так и от музыкантов, в том числе участников Asking Alexandria. По словам Бена Брюса, высокий уровень знания и исполнения материала Asking Alexandria существенно помог Денису с его адаптацией в новом коллективе, сведя её сроки до незначительного минимума. Также на эти песни были выпущены клипы.
В конце сентября 2015 года выходит второй сингл «Undivided». В то же время выходит клип на «I Won’t Give In», снятый во время выступлений группы на Vans Warped Tour 2015. В конце декабря обнародованы треклист, дата выхода и название нового альбома. The Black был выпущен 25 марта 2016 года, предварив свой выход ещё тремя синглами «The Black», «Let It Sleep» и «Here I Am».
В сентябре 2016 года выпущены каверы на «Duality» Slipknot для сборника Metal Hammer: Decades Of Destruction и «Famous Last Words» My Chemical Romance для трибьюта группы Rock Sound Presents: The Black Parade Tribute.

### Возвращение Дэнни Уорснопа иодноимённый альбом(2016—2018)
21 октября 2016 года, за 4 дня до начала «10 Years In Black» хэдлайн-тура, стало известно, что Дэнни Уорсноп вернулся в группу. Информация была подтверждена Беном Брюсом, опубликовавшим 8-минутное видеообращение на официальной Facebook странице Asking Alexandria. По словам Дениса Шафоростова, причиной такого неожиданного поворота событий стали зачастившиеся задержки оплаты, и ужасно отношение к нему остальных участников группы, которые не признавали его, как полноценную замену Дэнни. Примерно в то же время группа начала налаживать отношения с Уорснопом, позже согласившимся вновь войти в её состав. Сам же Уорсноп на следующий день и призвал слушателей покупать билеты на запланированные до весны 2017 года концерты Asking Alexandria в США, Канаде и Европе. Позже Шафоростов заявил, что его исключение из состава было спланировано.
25 октября 2016 года в Сиэтле состоялся первый концерт группы после воссоединения с Уорснопом. Сет-лист на вечер включал в себя 12 песен с первых трёх альбомов, включая ранее не исполнявшуюся в живую песню «The Road». Также, группа в полном составе посетила мемориал Курта Кобейна в Абердине для съёмок видеоклипа на песню «Vultures», написанную во время работы над From Death To Destiny и выбранную группой в качестве первого сингла с грядущего пятого студийного альбома, который будет записан при участии Мэтта Гуда из From First to Last в роли продюсера. Однако позже планы изменились.
1 июня 2017 группа выкладывает видео-тизер нового материала под названием «I Am Iniquity». 21 сентября вместе с видеоклипом выходит первый альбомный сингл «Into the Fire» и объявляется дата выхода нового альбома — 15 декабря. 25 октября выходит второй сингл «Where Did It Go?» и открывается предзаказ на новый альбом, ставший одноимённым группе.

### Like a House On Fire (2019—2021)
11 июля 2019 выходит видеоклип на новый сингл «The Violence».
13 февраля 2020 года выходит трек «They Don’t Want What We Want (And They Don’t Care)».
4 марта выходит трек «Antisocialist». Так же, в этот день вместе с треком группа называет дату выхода нового альбома — 15 мая 2020 года.

### Смена лейбла и выход See What's on the Inside (2021—2022)
20 августа 2021 года выходит новый сингл группы — «Alone Again». Также коллектив перешёл под крыло нового лейбла. Им стал Better Noise Music.
Анонсируется новый альбом, который получил название See What's on the Inside. В него вошло десять композиций.
Через одиннадцать дней, 31 августа, выходит клип на недавно вышедший сингл.
Первого октября, одновременно с альбомом, выходит клип на песню «Never Gonna Learn».
21 января 2022 года выходит мини-альбом Never Gonna Learn, в который вошло два новых трека — New Devil при участии Марии Бринк и Miles Away, которая ранее должна была выйти в составе предыдущего альбома группы — и два уже вышедших трека — Never Gonna Learn и Find Myself.
20 мая 2022 года выходит сингл Faded Out при участии Within Temptation.

### Where Do We Go from Here?и уход Бена Брюса (2023—н.в.)
25 августа 2023 года вышел новый альбом группы под названием «Where Do We Go from Here?». В него вошло 11 песен. На песни Dark Void, Psycho и Let Go были сняты видеоклипы.
19 января 2024 года группу покинул её основатель — гитарист Бен Брюс. Причиной ухода стало желание проводить больше времени с семьей.

## Состав
Нынешний состав
- Дэнни Уорсноп — вокал (2008—2015, 2016—настоящее время); дополнительная гитара (2013—2015, 2016—настоящее время); клавишные, программирование (2009—2011)
- Джеймс Касселлс — ударные (2008—настоящее время)
- Кэмерон Лидделл — ритм-гитара (2008—настоящее время), соло-гитара (2024—настоящее время)
- Сэм Бэттли — бас-гитара (2009—настоящее время)

##### Концертные участники
- Пол Бартоломе — ритм-гитара, бэк-вокал (2023—настоящее время)

Бывшие участники
- Райан Биннс — клавишные (2008—2009)
- Джо Ланкастер — бас-гитара (2008—2009)
- Денис «Stoff» Шафоростов — вокал (2015—2016)
- Бен Брюс — соло-гитара, дополнительный вокал (2008—2024), клавишные, программирование (2009—2011)

## Дискография
Студийные альбомы
- Stand Up and Scream (2009)
- Reckless & Relentless (2011)
- From Death to Destiny (2013)
- The Black (2016)
- Asking Alexandria (2017)
- Like a House on Fire[англ.] (2020)
- See What’s on the Inside (2021)
- Where Do We Go from Here? (2023)